# レフルノミド
レフルノミド (leflunomide)は、イソキサゾール系の分子構造を持つ抗リウマチ薬。製品名はアラバ (Arava)。ヘキスト社（現サノフィ）により開発され、製造販売している。

## 薬理
レフルノミドは、体内での初回通過効果や肝代謝によりテリフルノミド（A771726）に変換され、これが免疫抑制効果をもたらすとされている。テリフルノミドは、DNA合成、RNA合成に必要なジヒドロオロト酸デヒドロゲナーゼの活性を阻害することで活性化リンパ球の増殖が抑制され、免疫を抑制できると考えられている。
ちなみに、テリフルノミドはアメリカ合衆国とEUで多発性硬化症の治療薬として認可されている。

## 効能・効果
- 関節リウマチ

## 特徴
レフルノミドは、他の薬剤に比べ体内での消失半減期が約2週間と長い。これはレフルノミドの活性代謝物であるA771726が、タンパク結合率の高い（99%以上）物質であることに加え、胆のうから胆汁として排出された後腸管から再吸収される（腸肝循環）ためと考えられている。そのため、治療薬剤の変更や本剤による副作用などを理由に短期間で体内から排出することを目的に陰イオン交換樹脂であるコレスチラミンが使用されることがある。コレスチラミンは、胆汁に排出されたA771726を含む胆汁酸を吸着し腸管からの再吸収を防ぐことでレフルノミドの消失半減期を大幅に短縮することができる。